# Нижний Зоргол
Нижний Зоргол — село в Приаргунском районе Забайкальского края России. Входил в сельское поселение Зоргольское.

## География
Село находится в северо-восточной части района, на левом берегу реки Аргуни, вблизи государственной границы с Китаем, на расстоянии примерно 28 километров (по прямой) к северо-востоку от посёлка городского типа Приаргунск. Представляет собой южную часть бывшего единого (до 2013 года) села Зоргол.
Климат
Климат характеризуется как резко континентальный, с длительной морозной малоснежной зимой и коротким тёплым летом. Среднегодовая температура воздуха по району отрицательная и варьируется в пределах от -−4°С до — 3,5°С. Средняя температура самого холодного месяца (января) составляет −26 — −29°С (абсолютный минимум — −56 °С), температура самого тёплого (июля) — 18 — 20°С (абсолютный максимум — 38 °С). Безморозный период длится в среднем от 90 до 110 дней в году. Среднегодовое количество атмосферных осадков составляет 300—350 мм.
Часовой пояс
Село Нижний Зоргол находится в часовой зоне МСК+6. Смещение применяемого времени относительно UTC составляет +9:00.

## Население
| 2021 |
| ---- |
| 0    |

## История
Основано в 2013 году путем выделения южной части села Зоргол в отдельный населенный пункт. Окончательное название нового села утверждено в 2015 году.